# Cryptocercus relictus
Cryptocercus relictus es una especie de cucaracha del género Cryptocercus, familia Cryptocercidae, orden Blattodea.

## Distribución
Se distribuye por China (occidental), Rusia y Corea del Sur.

## Taxonomía
Fue descrita por Bei-Bienko en 1935 y publicada en Bei-Bienko. 1935. Descriptions of six new species of Palaearctic Blattodea. Konowia 14:117-134.